# SG Weiche-Handewitt
Die SG Weiche-Handewitt war eine Spielgemeinschaft, die 1974 von den Handballabteilungen der Vereine ETSV Weiche (Flensburg-Weiche) und Handewitter SV (Handewitt) gegründet wurde und bis 1990 bestand.

## Geschichte
1976 stieg die SG in die Handball-Regionalliga, die damals zweithöchste Spielklasse im deutschen Handball, auf. 1978 zog das Team ins Halbfinale des DHB-Pokals ein, wo es dem VfL Gummersbach mit 13:16 unterlag. 1981 wurde die SG Weiche-Handewitt unter Trainer Wilfried Tetens Meister der Regionalliga Nord. In der anschließenden Aufstiegsrunde zur Handball-Bundesliga schied sie gegen die Reinickendorfer Füchse aus, so dass sie ab der Saison 1981/82 in der neu geschaffenen 2. Handball-Bundesliga antrat. Nach drei Spielzeiten in der zweiten Liga gelang 1984 als Tabellenzweiter der Aufstieg in die erste Liga. 1987 stieg die SG aus der ersten Liga ab, schaffte aber in der Folgesaison 1987/88 als Meister der zweiten Liga Nord den sofortigen Wiederaufstieg. Außerdem erreichte die SG-Weiche-Handewitt 1988 erneut das Halbfinale des DHB-Pokals, wo sie gegen die SG Wallau/Massenheim ausschied. Die Saison 1989/90 beendete die SG auf dem 12. Tabellenplatz. In der anschließenden Abstiegsrunde, die zwischen den sechs Vereinen der Tabellenplätze 9 bis 14 ausgetragen wurde, belegte sie Platz 4, was den erneuten Abstieg bedeutete. 1990 wurde die SG Flensburg-Handewitt gegründet, um den Namen der Stadt Flensburg in den Vereinsnamen aufzunehmen und damit die Bereitschaft zum Sponsoring innerhalb der Flensburger Wirtschaft zu erhöhen. Träger der neuen Spielgemeinschaft, die ab der Saison 1990/91 an Stelle der SG Weiche-Handewitt in der zweiten Bundesliga antrat, waren der TSB Flensburg und der Handewitter SV, der sich aus der SG Weiche-Handewitt zurückzog.

## Bekannte ehemalige Spieler
- Olaf Lops (* 1959)
- Rainer Cordes (* 1964)
- Peter Lipp (* 1958)
- Tillmann Loch (* 1960)
- Jörg-Uwe Lütt (* 1964)
- Michael Menzel (* 1968)
- Milomir Mijatović (1953–2020)
- Dierk Schmäschke (* 1958)
- Dirk Sommerfeld (* 1960)
- Thorsten Storm (* 1964)

## Saisonbilanzen
| Saison                | Pl. | Sp. | S  | U | N  | Tore    | Diff. | Punkte | DHB-Pokal    |
| --------------------- | --- | --- | -- | - | -- | ------- | ----- | ------ | ------------ |
| Regionalliga 1976/77  | 03. | 20  |    |   |    | 326:315 | +011  | 24:16  | n.t.         |
| Regionalliga 1977/78  | 04. | 22  | 13 | 2 | 07 | 367:324 | +043  | 28:16  | Halbfinale   |
| Regionalliga 1978/79  | 03. | 26  | 18 | 2 | 06 | 449:382 | +067  | 38:14  | n.t.         |
| Regionalliga 1979/80  | 03. | 26  | 14 | 5 | 07 | 513:460 | +053  | 33:19  | 1. Runde     |
| Regionalliga 1980/81  | 01. | 26  | 19 | 3 | 04 | 476:409 | +067  | 41:11  | n.t.         |
| 2. Bundesliga 1981/82 | 04. | 22  | 11 | 4 | 07 | 422:387 | +035  | 26:18  | Erste Runde  |
| 2. Bundesliga 1982/83 | 06. | 22  | 11 | 2 | 09 | 410:395 | +015  | 24:20  | Erste Runde  |
| 2. Bundesliga 1983/84 | 02. | 26  | 17 | 2 | 07 | 590:516 | +074  | 36:16  | Zweite Runde |
| Bundesliga 1984/85    | 11. | 26  | 09 | 3 | 14 | 524:572 | −048  | 21:31  | Zweite Runde |
| Bundesliga 1985/86    | 08. | 26  | 10 | 3 | 13 | 562:594 | −032  | 23:29  | Erste Runde  |
| Bundesliga 1986/87    | 12. | 26  | 07 | 4 | 15 | 538:577 | −039  | 18:34  | Erste Runde  |
| 2. Bundesliga 1987/88 | 01. | 26  | 22 | 1 | 03 | 589:448 | +141  | 45:7   | Halbfinale   |
| Bundesliga 1988/89    | 06. | 26  | 12 | 1 | 13 | 501:484 | +017  | 25:27  | Zweite Runde |
| Bundesliga 1989/90    | 12. | 26  | 07 | 4 | 15 | 437:490 | −053  | 18:34  | Zweite Runde |

|  | Aufstieg |
|  | Abstieg  |